# Chartreuse de Guillonèse
 (avril 2020).
La Chartreuse Saint-Jean-Baptiste-de-la-Porte-du-Paradis était un ancien monastère de l'ordre des chartreux, à Guglionesi, province de Campobasso, Italie.

## Histoire
En 1315, à la mort de Pierre d'Anjou, comte de Gravina, Robert d'Anjou, roi de Naples, cède Collenisio, Collenisyus, « colline de Bacchus », aujourd'hui Guglionesi, à son frère Jean d'Anjou, duc de Durazzo et son épouse Agnès de Périgord, duchesse consort de Durazzo, sœur du cardinal Hélie de Talleyrand-Périgord.
Vers 1338, Agnès de Périgord fonde la chartreuse dans les dépendances de son château de Guglionesi sous le nom de « Porte-du-Paradis » et placée en même temps sous le vocable de Saint Jean-Baptiste. La charte de fondation est datée de 1340. 
La mort de la fondatrice en 1345 ou 1346 ne permet pas son développement. Son fils, Louis de Durazzo, confirme, en 1353, toutes les concessions précédentes mais une bulle de Martin V, datée de 1420, indique qu'à cette époque les guerres et les autres calamités l'ont réduite à un tel état de détresse qu'elle ne peut plus subvenir aux frais d'une communauté cartusienne. En conséquence, elle est incorporée à la chartreuse de Naples qui, d'après la volonté du Pape, doit ériger une chapelle en l'honneur de Saint Jean, pour conserver la mémoire du monastère de Guillonèse. Une petite zone du couvent est utilisée comme cimetière.
En 1806, la chartreuse est définitivement fermée et en 1809, la zone en face devient un cimetière.